# Nannophrys marmorata
Espèce
Statut de conservation UICN

 CR B1ab(iii) : 
En danger critique
Nannophrys marmorata est une espèce d'amphibiens de la famille des Dicroglossidae.

## Répartition
Cette espèce est endémique du centre du Sri Lanka. Elle se rencontre entre 200 et 1 220 m d'altitude dans les monts Knuckles.

## Publication originale
- Kirtisinghe, 1946 : The genus Nannophrys Günther (Amphibia, Ranidae) with the description of a new species. Ceylon Journal of Science, Section B, Zoology, vol. 23, p. 105-107.